# Louzhuang (köpinghuvudort i Kina, Jiangsu Sheng, lat 32,56, long 120,22)
Louzhuang är en köpinghuvudort i Kina. Den ligger i provinsen Jiangsu, i den östra delen av landet, omkring 140 kilometer öster om provinshuvudstaden Nanjing. Antalet invånare är 44 520. Befolkningen består av 22 867 kvinnor och 21 653 män. Barn under 15 år utgör 8,0 %, vuxna 15-64 år 72 %, och äldre över 65 år 18,0 %.
Runt Louzhuang är det tätbefolkat, med 762 invånare per kvadratkilometer. Närmaste större samhälle är Dainan, 19,8 km norr om Louzhuang. Trakten runt Louzhuang består till största delen av jordbruksmark.
Genomsnittlig årsnederbörd är 1 148 millimeter. Den regnigaste månaden är juli, med i genomsnitt 241 mm nederbörd, och den torraste är januari, med 30 mm nederbörd.